# Patrulla militar
La patrulla militar és un esport d'hivern que va aparèixer a començament del segle XX i que combina l'esquí de fons, l'esquí de muntanya i el tir olímpic. Sovint es disputava entre països o unitats militars. És un precursor del biatló.
Les curses d'esquí de fons eren de 25 quilòmetres (15 km per a dones) i el desnivell d'entre 500 i 1.200 metres (de 300 a 700 per a dones). Les regles eren molt similars a l'actual biatló. Les patrulles estaven formades per quatre membres, sent tradicional el format d'un oficial, dos sotsoficials i dos soldats rasos. Inicialment l'oficial portava una pistola enlloc d'un rifle i no participava en el tir. El pes total de les motxilles del sotsoficial i els soldats havia de se de com a mínim 24 quilograms. Posteriorment s'eliminaren les motxilles i els fusells eren petits rifles de propulsió, similars als del biatló.
Aquest esport va formar part del programa oficial dels Jocs Olímpics d'Hivern de 1924 a Chamonix, i en tres ocasions com un esport de demostració, el 1928, el 1936 i el 1948.

## Evolució
Una evolució d'aquest esport és el biatló.